# Helmeskogel
De Helmeskogel is een berg in de deelstaat Opper-Oostenrijk, Oostenrijk. De berg heeft een hoogte van 1.633 meter. 
De Helmeskogel is onderdeel van het Höllengebergte.